# 鄧冕
鄧冕（1432年—？），字朝儀，湖廣岳州府華容縣人，明朝政治人物。進士出身。

## 生平
湖廣鄉試第二十三名。成化二年（1466年）丙戌科會試第三百三名，殿試登進士第三甲第一百七十名。

## 家族
曾祖鄧正二。祖父鄧鍾。父亲鄧思文。